# Vallauri (famiglia)
La famiglia Vallauri è un'antica famiglia piemontese originaria di Valloriate e diffusa nel Cuneese. Ad essa appartennero il senatore del Regno Tommaso e gli accademici Giancarlo e Mario Vallauri.

## Storia
Il cognome, che indica la provenienza, è presente nella zona già in alcune fonti medievali: si ricordano un Ulivierus de Vallauria che figura tra i fuoriusciti cuneesi filoangioini nel 1285 e uno Iacobinus Valaurius che nel 1313 interviene nell’assemblea che delibera la sottomissione di Fossano agli Acaia, avvenuta l’anno successivo. La genealogia inizia alla metà del Cinquecento con il Dominus Luchino, che si trasferisce a Chiusa Pesio; da suo fratello Michele invece origina il ramo dei Vallauri che fu aggregato al patriziato cuneese. Questo ramo ebbe inoltre una stamperia che passò per eredità ai Bodoni: Benedetta Valauri, ultima del ramo, fu la nonna del celebre Giovanni Battista Bodoni.
Il ramo di Chiusa Pesio partecipò attivamente alla vita del comune, entrando nel Consiglio del luogo e producendo un sindaco nella persona di Giovanni Battista Vallauri. Il casato si alleò per via matrimoniale con tutte le principali famiglie del luogo, tra cui i Valle, a cui appartennero i medici Giovanni Francesco e Giovanni Antonio e che ebbero riconoscimento di nobiltà nel 1739, e i Carle, da cui nasceranno i fratelli senatori Antonio e Giuseppe. Intorno alla metà del Seicento la famiglia Vallauri eresse il beneficio di un canonicato nel duomo di Fossano; ebbe tre canonici tra XVII e XVIII secolo. Tra questi, Giacomo Antonio e Claudio Alessandro, dottori in Legge e Teologia, furono autori di numerose opere agiografiche e morali.
Nell'Ottocento, con Alessandro, la famiglia si trasferì a Savigliano, dove acquistò un palazzo nella zona dell'attuale piazza Cesare Battisti. Il figlio di Alessandro, Giovanni Battista, fu capitano della Guardia Nazionale e sposò la nobile Giuseppina Voli di Dronero, di un'importante famiglia di banchieri, zia di Melchiorre Voli, senatore del Regno e sindaco di Torino, e di Luigi, primo conte Voli. Il ramo rimasto a Chiusa Pesio si mise in luce con Tommaso, illustre filologo classico allievo del Boucheron, accademico e senatore del Regno del partito ultraconservatore, commendatore dei Santi Maurizio e Lazzaro e della Corona d'Italia. Costui dedicò parte della sua carriera allo studio di Plauto; scrisse inoltre un'importante Storia della poesia in Piemonte e la Storia delle università degli studi del Piemonte. Suo fratello Pietro Antonio fu canonico della cattedrale di Mondovì.

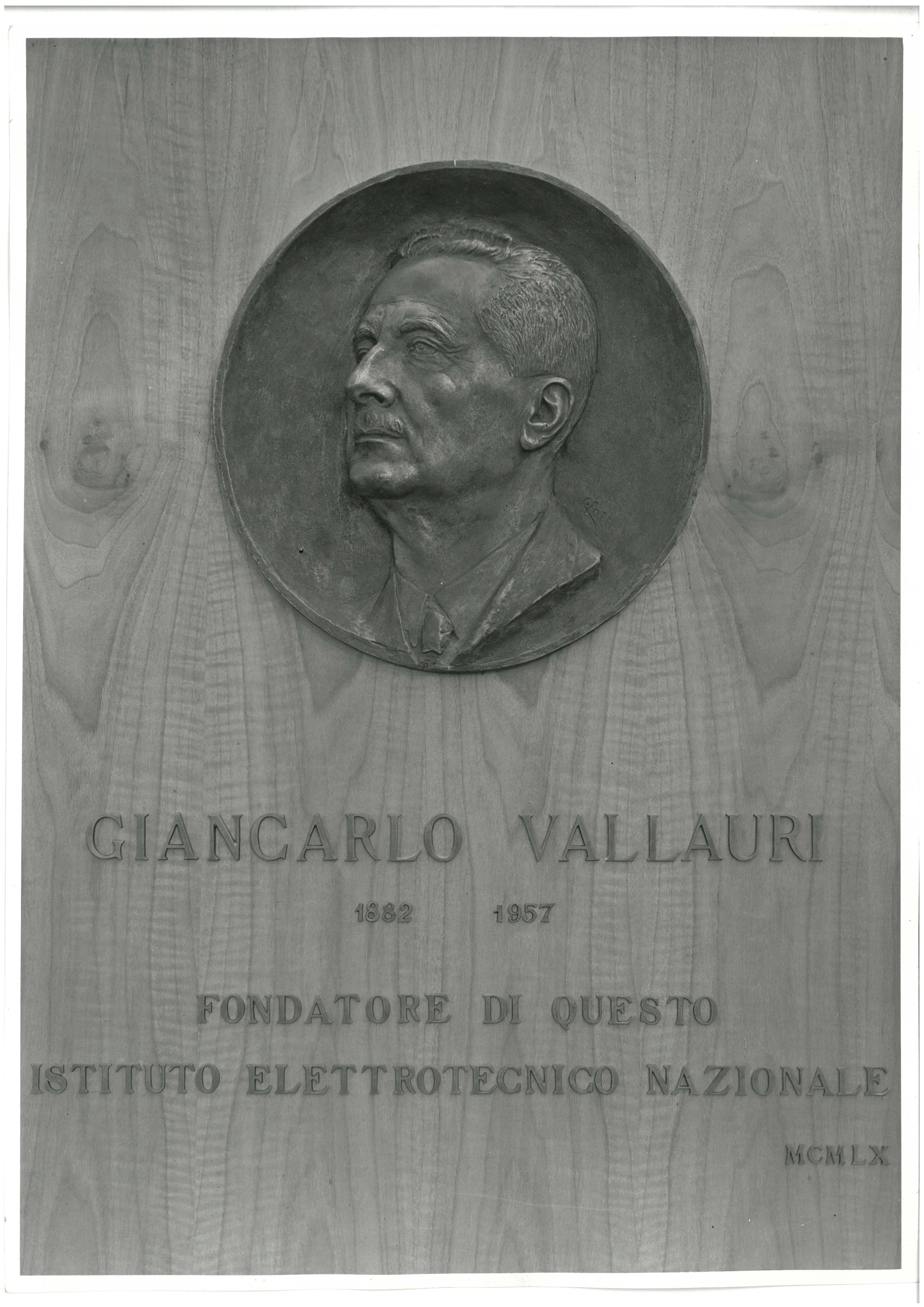
Ritratto di Giancarlo Vallauri su una targa nella sede dell'Istituto Galileo Ferraris da lui fondato

Nella prima metà del Novecento la famiglia Vallauri si distinse nelle due guerre mondiali con Ermanno, ufficiale del Regio Esercito, tre volte medaglia di bronzo al Valor Militare, Giancarlo, ufficiale della Regia Marina promosso per meriti di guerra nei fatti d'arme di Pelagosa, e il figlio di quest'ultimo, Federico, sottotenente pilota della Regia Aeronautica morto in azione, medaglia di bronzo e medaglia d'argento al Valor Militare. A lui è dedicato un monumento nella natia Sant'Albano Stura opera di Edoardo Rubino. Tra i membri illustri della famiglia nel secolo scorso si ricordano i fratelli Giancarlo, già menzionato, e Mario Vallauri, entrambi insigni accademici. Il primo, Ammiraglio di Divisione e rettore del Politecnico di Torino, fu per anni presidente della SIP, dell'EIAR e del CNR e fu Accademico d'Italia e poi dei Lincei, commendatore dei Santi Maurizio e Lazzaro e Grande Ufficiale della Corona d'Italia; il secondo, orientalista, fu uno dei massimi studiosi italiani di Sanscrito, insignito del grande ufficialato dell'Ordine al Merito della Repubblica. Dalla sorella Emma, sposata al senatore del Regno Luigi Lombardi, origina il ramo dei Lombardi Vallauri.
La famiglia è oggi residente nei suoi vari rami fra Torino, Roma e il Cuneese.

## Stemma
Lo stemma dei Vallauri è: fasciato d’oro e di rosso, alla pianticella d’alloro al naturale, sradicata, attraversante. Il motto è SIBI LAUREA VIRTUS. La casata, nei suoi due rami di Cuneo e di Fossano, risulta tra quelle consegnanti l'arma nel 1687-88 nel Terzo Registro Nuovo, andato però perduto in epoca rivoluzionaria. Tommaso Vallauri, nella sua autobiografia, descrive un alias con il campo d’argento, a tre fasce di rosso. Le armi Vallauri, in questa versione usata dal Senatore Tommaso, sono raffigurate sulla sua tomba al Cimitero Monumentale di Torino, insieme a quelle della moglie Elisa Gibellini.

## Personaggi illustri

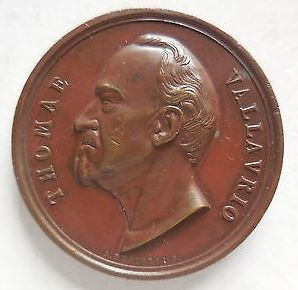
Medaglia col profilo del senatore Tommaso Vallauri

- Benedetta Valauri (XVII secolo), stampatrice cuneese
- Tommaso Vallauri (1805-1897), latinista, accademico delle scienze di Torino, della Crusca e dei Lincei e Senatore del Regno
- Giancarlo Vallauri (1882-1957), ammiraglio, presidente del CNR e Accademico dei Lincei
- Mario Vallauri (1887-1964), insigne filologo e indianista

## Luoghi
In tutta Italia sono presenti numerose vie e piazze intitolate a membri della famiglia. Portano il nome del senatore Tommaso il viale principale di Chiusa Pesio e tre vie a Torino, Sarsina e Roma. A Giancarlo Vallauri sono intitolate una piazza a Roma, nel quartiere della Garbatella, e un viale a Fossano. Al pilota Federico è intitolata invece una via di Sant'Albano Stura.
Portano il nome di Giancarlo Vallauri anche l'Istituto "Mariteleradar" di Livorno della Marina Militare, da lui fondato, e quattro istituti tecnici a Carpi, Fossano, Reggio Calabria e Velletri.